# Rob Simonsen
Rob Simonsen   (Saint Louis, 11 de març de 1978) és un compositor americà amb seu a Los Angeles.

## Biografia
Simonsen va començar a tocar el piano de memòria a una edat primerenca. La seva àvia era professora de cant i la música el va envoltar a casa seva. Més tard va estudiar música a la Universitat Southern Oregon, la Universitat de l'Oregon i la Universitat d'Estat de Portland.
La primera oportunitat de Rob com a compositor de cinema va ser amb el llargmetratge independent Westender el 2003. El 2004 es va associar amb el compositor Mychael Danna i va proporcionar música addicional i arranjaments per Surf's Up, Fracture, Moneyball i Life of Pi. Simonsen i Danna van coescriure la banda sonora de (500) Days of Summer i la sèrie de televisió de Joss Whedon Dollhouse. La feina de Simonsen inclou els llargmetratges The Way, Way Back i The Spectacular Now Staff. «Meet Sundance composer Rob Simonsen».   Miramax.com, 28-01-2013. Arxivat de l'original el 6 February 2013. [Consulta: 28 gener 2013].</ref> del Sundance Film Festival, el film The Age of Adaline de Lionsgate i, més recentment, Love, Simon i Stargirl.
El 2009 va obrir el seu propi estudi, i The Hollywood Reporter el va nomenar un dels "15 compositors amb talent per prendre el seu lloc a la llista A". La música de Simonsen es pot escoltar en gairebé tots els anuncis de l'iPhone 5, i apareix en ells com a director. "Red", una de les seves cançons per a l'iPhone 5, ha obtingut un reconeixement ampli. La seva música va aparèixer en l'anunci televisiu del Super Bowl de Coca-Cola del 2018, "The Wonder of Us".
El 6 de setembre de 2019, Simonsen va llançar el seu primer àlbum en solitari, Rêveries, a Sony Masterworks.

## Premis
- World Soundtrack Award (nominació): Descobriment de l'any per The Spectacular Now, The Way, Way Back (2013)[6]
- Premi Internacional de la Crítica de Música de Cinema (nominació): Millor banda sonora original per a una pel·lícula d'acció/aventura/thriller per a Nerve (2016)[7]
- Premi Hollywood Music in Media (nominació): Millor banda sonora original en una pel·lícula independent per a The Whale (2022)[8]
- Premi Indiana Film Journalists (nominació): Millor banda sonora musical per a The Whale (2022)[9]

## Filmografia
Films
| - Westender (2003) - Two Fisted (2004) - Eve and the Fire Horse (2005) - Lonely Hearts (2006) música adicional - Surf's Up (2007) música adicional - Stone of Destiny (2008) música adicional - Management (2008) co-composta per Mychael Danna - The Imaginarium of Doctor Parnassus (2009) música adicional - (500) Days of Summer (2009) co-composta per Mychael Danna - All Good Things (2010) - The Brooklyn Brothers Beat the Best (2011) - Moneyball (2011) música adicional - The English Teacher (2012) - LOL (2012) - The Final Member (2012) Documental - Seeking a Friend for the End of the World (2012), composta per Jonathan Sadoff - Girl Most Likely (2012) - Life of Pi (2012) música adicional - The Spectacular Now (2013) - The Way, Way Back (2013) - Wish I Was Here (2014) - Chu and Blossom (2014) - Foxcatcher (2014) (música adicional per Mychael Danna i West Dylan Thordson) - The Age of Adaline (2015) (música adicional per Duncan Blickenstaff) | - Burnt (2015) - Stonewall (2015) - Nerve (2016) - Viral (2016) - Miss Stevens (2016) - Demain tout commence (2016) - Going in Style (2017) - Gifted (2017) (música adicional per Duncan Blickenstaff) - The House of Tomorrow (2017) - The Only Living Boy in New York (2017) (música adicional per Duncan Blickenstaff) - The Upside (2017) - Father Figures (2017) - Tully (2018) - Love, Simon (2018) - The Front Runner (2018) - Captive State (2019) - Fast Color (2019) - Our Friend (2019) - The Way Back (2020) - Stargirl (2020) - Ghostbusters: Afterlife (2021) - The Adam Project (2022) - Hollywood Stargirl (2022) (música adicional per Duncan Blickenstaff) - The Whale (2022) |

## Televisió
- Dollhouse (series) (2009–2010)
- Battleground (series) (2012)
- Blue Bloods (series) (2010–2013)
- Life in Pieces (series) (2015–2017)
- Stranger Things (series) (2022)

## Discografia
Àlbum d'estudi
- Rêveries (2019)